# Elminius kingii
Elminius kingii is een zeepokkensoort uit de familie van de Austrobalanidae. De wetenschappelijke naam van de soort is voor het eerst geldig gepubliceerd in 1831 door King.